# 1326 en Angleterre
Chronologie de l'Angleterre
- 1322
- 1323
- 1324
- 1325
- 1326
- 1327
- 1328
- 1329
- 1330

Cette page concerne l'année 1326 du calendrier julien.

## Naissances en 1326
- Date inconnue : Edmond, 2e comte de Kent

## Décès en 1326
- 18 janvier : Robert FitzWalter, 1er baron FitzWalter
- 19 janvier : Roger de Beler, baron de l'Échiquier
- 5 février : Ralph de Cobham, 1er baron Cobham
- 27 avril : Eudo Zouche, noble
- 31 mai : Maurice de Berkeley, 2e baron Berkeley
- 3 août : Roger Mortimer, 1er baron Mortimer de Chirk
- 14 octobre : Richard de Stapledon, juge
- 15 octobre : Walter de Stapledon, évêque d'Exeter
- 27 octobre : Hugues le Despenser, 1er comte de Winchester
- 17 novembre : 
  - Edmond FitzAlan, 2e comte d'Arundel
  - John Daniel, noble
  - Robert de Micheldever, noble
- 24 novembre :
  - Hugues le Despenser, 1er baron le Despenser (en)
  - Simon de Reading, sergeant d'armes
- 28 décembre : David II Strathbogie, 10e comte d'Atholl
- Date inconnue :
  - William Bereford, juge
  - Guillaume VII de Briouze, 2e baron Braose
  - William Martin, 2e baron Martin
  - John Walwayn, officier